# Leon Sopić
Leon Sopić (Ahlen, 28 oktober 2000) is een Kroatisch voetballer die als verdediger speelt. Hij is de zoon van Željko Sopić, die als speler voor onder andere Borussia Mönchengladbach actief was.

## Carrière
Leon Sopić speelde in de jeugd van NK Špansko en NK Rudeš. Hij debuteerde voor Rudeš op 18 mei 2018, in de met 1-1 gelijkgespeelde uitwedstrijd tegen NK Istra 1961. In het seizoen erna speelde hij ook één wedstrijd, een invalbeurt in de laatste minuut tegen HNK Rijeka. NK Rudeš eindigde laatste in de 1. HNL en degradeerde zodoende. Sopić vertrok in de zomer van 2019 naar FC Emmen, waar hij een contract tot 2021 tekende. Medio 2020 ging hij naar Dinamo Zagreb waar hij aansloot hij het tweede team.

### Statistieken
| Seizoen                   | Club           | Land           | Competitie     | Competitie | Competitie | Beker | Beker | Totaal | Totaal |
| Seizoen                   | Club           | Land           | Competitie     | Wed.       | Dlp.       | Wed.  | Dlp.  | Wed.   | Dlp.   |
| ------------------------- | -------------- | -------------- | -------------- | ---------- | ---------- | ----- | ----- | ------ | ------ |
| 2017/18                   | NK Rudeš       | Kroatië        | 1. HNL         | 1          | 0          | 0     | 0     | 1      | 0      |
| 2018/19                   | NK Rudeš       | Kroatië        | 1. HNL         | 1          | 0          | 0     | 0     | 1      | 0      |
| 2019/20                   | FC Emmen       | Nederland      | Eredivisie     | 0          | 0          | 0     | 0     | 0      | 0      |
| Carrièretotaal            | Carrièretotaal | Carrièretotaal | Carrièretotaal | 2          | 0          | 0     | 0     | 2      | 0      |
| Bijgewerkt op 5 juli 2019 |                |                |                |            |            |       |       |        |        |